# Venta de nombramientos
La venta de las comisiones de oficiales o venta de nombramientos era una práctica común en el ejército británico durante buena parte de su historia. La práctica comenzó en 1683 durante el reinado de Carlos II de Inglaterra y continuó hasta ser abolido el 1 de noviembre de 1871, como parte de las Reformas de Cardwell.
Las comisiones sólo se podían comprar en regimientos de caballería e infantería y solo hasta el grado de coronel. En los cuerpos de Ingenieros Royal Engineers y de Artillería Royal Artillery los puestos de oficiel eran asignados exclusivamente a quienes se graduaban en la Real Academia Militar de Woolwich, y posteriormente los ascensos eran por antigüedad. Dichos oficiales (y los del Ejército de la British East India Company ), a menudo menospreciados por los oficiales que habían comprado sus comisiones por no ser "gente de calidad". En la Royal Navy tampoco se practicaba la venta de las comisiones, y los ascensos eran exclusivamente por mérito y/o antigüedad (al menos en teoría).
Esta práctica perseguía varios objetivos:
- Se conserva la exclusividad social de la clase de oficiales.
- Sirvió como una forma de garantía contra el abuso de autoridad o de negligencia grave o incompetencia. Los oficiales caídos en desgracia podrían destituido por la Corona (es decir, despojado de su comisión y sin reembolso).
- Se aseguró de que los oficiales fuesen en gran parte personas que tenían un interés personal en mantener el statu quo, al ser personas pertenecientes a las clases privilegiadas, lo que reducía la posibilidad de que el Ejército que participase en una revolución o en un golpe de Estado.
- Se pensaba que los oficiales que tenían medios privados, para poder comprar las comisiones se requería tener un nivel de riqueza medio-alto, serían menos proclives a promover o participar en saqueos o pillajes, o para malversar los fondos y bienes del ejército robando suministros del ejército.
- Proporcionó a los oficiales retirados una honorable fuente inmediata de capital, al serles retornada el dinero de su comisión.

Los precios oficiales de las comisiones variaron según el regimiento, por lo general el precio estaba de acuerdo con el niveles de prestigio social del mismo.